# The Starlings
The Starlings è un duo musicale pop belga fondato nel 2018 ad Anversa e composto dai cantanti Tom Dice e Kato Callebaut.

## Storia del gruppo
I due componenti del gruppo sono artisti di chiara fama nelle Fiandre: Dice aveva infatti precedentemente rappresentato il Belgio all'Eurovision Song Contest 2010 con il brano Me and My Guitar, mentre Callebaut ha partecipato alla quarta edizione del talent show fiammingo Idool, classificandosi seconda. Si sono conosciuti nel 2013 quando hanno inciso insieme il singolo Breaking Up Slow, e hanno fondato ufficialmente gli Starlings nel 2018.
Nel 2020 il duo ha preso parte al programma televisivo olandese Liefde voor muziek, dove ha ricevuto grandi consensi dalla critica per la rivisitazione del brano Liefdeskapitein delle K3. Nello stesso anno hanno pubblicato l'album di debutto Don't Look Back, che ha raggiunto la 2ª posizione della classifica fiamminga, vendendo 10 000 copie e ottenendo un disco d'oro. Il loro secondo album, Seaside, ha raggiunto il 5º posto della classifica fiamminga nel 2022.
Nel novembre 2022 è stata annunciata la loro partecipazione a Eurosong 2023, festival che ha decretato il rappresentante belga all'annuale Eurovision Song Contest, dove si sono classificati al secondo posto con il brano Rollercoaster.

## Vita privata
Tom Dice e Kato Callebaut si sono sposati nel 2021 in una cerimonia privata.

## Formazione
- Tom Dice – voce, chitarra (2018 – presente)
- Kato Callebaut – voce, pianoforte (2018 – presente)

## Discografia

### Album
- 2020 – Don't Look Back
- 2022 – Seaside

### Singoli
- 2019 – Mine
- 2019 – Bury a Friend
- 2019 – Never Alone
- 2019 – On My Way
- 2020 – My Town
- 2020 – Die Happy
- 2020 – Heal
- 2020 – Happiness (feat. Ides Moon e Milo Meskens)
- 2021 – Magic
- 2022 – Just Come Home
- 2022 – Jericho
- 2022 – Rome
- 2022 – Gold
- 2022 – Get to You
- 2023 – Rollercoaster